# Тренажер Сміта

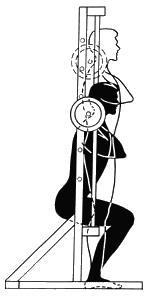
тренажер Сміта

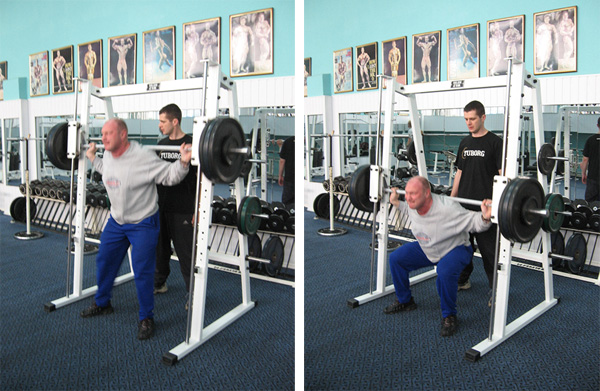

Тренажер Сміта - це силовий тренажер, який використовується для виконання фізичних вправ, що імітують переміщення штанги. Він складається з грифу, закріпленого на сталевих рейках, завдяки чому штанга переміщається тільки вертикально або під невеликим нахилом. У деяких сучасних модифікаціях тренажера Сміта використовується система противаги, яка знижує вагу штанги зі стандартної величини в 30-35 кг до 10 кг. Тренажер можна застосувати під час виконання десятків найрізноманітніших силових вправ, хоча найчастіше він використовується для опрацювання найбільших груп м'язів. Для тренування ніг використовуються різні варіації присідань, для розвитку м'язів грудей - жим лежачи і для найширших м'язів спини – тяга штанги до поясу у нахилі.

#### Принцип дії тренажера Сміта
Позаду кожної вертикальної стійкі (бігунка) є ряд прорізів (пазів), розташованих з рівними проміжками, на які можна зачепити штангу. Це означає, що, на відміну від звичайної штанги, гриф тренажера Сміта немає необхідності повертати на стійкі після завершення виконання підходу вправи, що виконується. При необхідності його можна закріпити в будь-якій точці траєкторії на фоні наростання фізичної втоми. Завдяки цій особливості конструкції, виконання базових вправ в машині Сміта стає більш безпечним, як для того, хто виконує вправу, так і для напарника, який підстраховує під час її виконання.
Виконання важких та небезпечних вправи самостійно, без партнера є головною родзинкою рами Сміта, оскільки для припинення виконання вправи досить просто повернути зап'ястя, щоб зафіксувати гриф і припинити рух у разі, виникнення м'язової відмови або дискомфорту у м'язах. Багато моделей машини Сміта також включають спеціальні стопори, які можна відрегулювати для автоматичної зупинки штанги на заздалегідь визначеної висоті.
Однак конструкція тренажера не є 100% гарантією безпеки виконання базових вправ з великою вагою, наприклад присідання зі штангою на спині, і при недотриманні техніки виконання може стати причиною серйозних травм. У 2001 році, Гарольд Леон Бостік виконував присідання в тренажері Сміта та залишився паралізованим, коли гриф тренажера, не втримавшись на стопорах зламав йому хребет.

#### Переваги та недоліки машини Сміта
Більшість тренерів з бодибілдингу не схвалюють використання тренажера Сміта, оскільки його конструкція змушує користувача додержуватися строго заданої траєкторії переміщення снаряда під часів виконання присідань зі штангою або станової тяги, що може викликати зміщення суглобів колін або в плечах.
Штучно обмежений рух грифу штанги робить негативно впливає на розвиток стабілізуючих м'язів і не дає можливість розвивати  їх силовий потенціал. В цьому плані рама Сміта в порівнянні з вправами зі штангою або гантелями дуже сильно програє. Деякі силові атлети відзначають, що відсутність точної інформації про вагу грифу конкретного тренажера заважає їм вести журнал тренувань.
Тренажером Сміта, як правило користуються або новачки, які недавно прийшли в тренажерний зал, або люди, які не мають можливість по ряду фізичних причин виконувати вправи з вільним обтяженням. У цих випадках виконання силових рухів в машині Сміта повністю виправдано.
Однак, є у такого обладнання і свої прихильники. Величезна кількість професійних бодібілдерів використовують машину Сміта в момент підготовки до змагань. Це обумовлено тим, що ізольована природа руху дозволяє зняти навантаження з великих груп м'язів і переправити її в більш дрібні. Тому, атлети змагального рівня, замість класичних жимів і тяг зі штангою, попереходять до машини Сміта. Існує навіть особливий різновид вправ, які виконуються переважно в такому тренажері:
- Жим штанги вузьким хватом на лаві зі зворотним нахилом
- Підйом на носки стоячи
- Підйом штанги на біцепс з ліктями, відведеними назад
- Жим Джавелін (жим штанги однією рукою стоячи або сидячи)
- Тяга Хейни (тяга штанги за спиною)
- Тяга штанги в нахилі з упором об лаву

Але слугують такі вправи не стільки для набору м'язової маси тіла, скільки для ізольованого розвитку окремих груп м'язів, поліпшення їх форми і рельєфу. Особливу користь від використання машини Сміта можуть отримати люди, які  вирішли зайнятися спортом після 40. Вікове зниження м'язової маси тіла (саркопенія) потребує регулярного силового навантаження, проте виконання базових вправ зі штангою можливе лише за умови сильних м'язів кора. Саме тому отримати віддачу від жиму штанги, присідань та станової тяги у зрілому віці вкрай складно. Тренажер Сміта дає можливість виконувати вправи з осьовим навантаженням навіть без розвинених м'язів-помічників, підвищуючи цим ефективність від виконання силових вправ людьми після 40.

#### Двох-смугова машина Сміта
Звичайний тренажер Сміта має лише один вектор руху - штанга може рухатися тільки вертикально вгору і вниз. Але в 2012 році компанія StarTrac налагодила випуск двох-смугових тренажерів, в яких гриф може переміщатися одночасно в вертикальної і горизонтальній плоскості. Завдяки цьому у людей, що виконують вправи в такій машині з'явилася можливість значно розширити арсенал рухів в тому числі і за рахунок махових (підйом штанги перед собою, наприклад) і найголовніше, підключити до роботи, відпочиваючі зазвичай м'язи-стабілізатори корпусу.

#### Історія створення тренажера Сміта
Батьком ідеї тренажера Сміта був американець Джек Лалейн, який в своєму тренажером залі в кінці 1950-г років встановив силову раму зі штангою, що ковзала вгору та вниз по спеціальних рейках. Це пристосування впало у око інженеру Рудольфу (Руді) Сміту, який спільно з Полом Мартіном допрацював винахід Джека Лалейна, поліпшив його потім запатентував і встановив першу промислову модель в спортзалі Віка Тенни в Лос-Анджелесі. Через рік Руді Сміт став керівником мережі тренажерних залів Віка Тенни і машина Сміта поступово з'явилася у всіх спортклубах США і потім і всього світу

#### Ефективність виконання вправ в машині Сміта
Результати дослідження, опубліковані в 2009 році, показали, що в плані активації м'язових волокон, тренажер Сміта програє звичайним присіданням зі штангою на 43%.
1. ↑  Михайловській, Станіслав (15.03.2021). Тренажер Смита - 9 лучших упражнений в машине Смита. bestbodyblog.com (російська) . Архів оригіналу за 1 травня 2020. Процитовано 15.03.2021.
2. ↑  Судебный Процесс По Делу Smith Machine Завершился Решением На 14,4 Миллиона Долларов. www.clubindustry.com (англійська) . 15.03.2021. Архів оригіналу за 29 вересня 2020. Процитовано 15.03.2021.
3. ↑  Маулик П. Пурохит, доктор медицины, магистр здравоохранения (15.03.2021). 4 причины не использовать тренажер Смита. www.dovemed.com (англійська) . Архів оригіналу за 12 листопада 2020. Процитовано 15.03.2021.
4. ↑  Как Похудеть После 40 - Про Седых И Худых. Архів оригіналу за 10 грудня 2021. Процитовано 10 грудня 2021.
5. ↑  Клиническое определение саркопении. Архів оригіналу за 31 серпня 2021. Процитовано 10 грудня 2021.
6. ↑  Пожилым людям нужно больше тренироваться, чтобы сохранить мышцы. Архів оригіналу за 10 грудня 2021. Процитовано 10 грудня 2021.
7. ↑  Шванбек, Шейн; Чилибек, Филип Д; Бинстед, Гордон (15.03.2021). Сравнение приседаний со свободным весом и приседаний в машине Смита с использованием электромиографии. journals.lww.com (англійська) . Journal of Strength and Conditioning Research: December 2009 - Volume 23 - Issue 9 - p 2588-2591 doi: 10.1519/JSC.0b013e3181b1b181. Архів оригіналу за 5 серпня 2020. Процитовано 15.03.2021.